# Stăpânitor al Branului
Funcția de stăpânitor al Branului, cetatea transilvăneană construită în secolul al XI-lea de către teutoni, a fost disponibilă domnilor Țării Românești, de la Mircea cel Bătrân până la Vlad Țepeș , care au fost loiali Ragatului Ungariei.Această funcție îi asigura domnului Țării Românești controlul asupra vămi,armatei cetăți,castelului și a câteva sate din jur.